# Organisation (album)
Organisation è il secondo album in studio del gruppo di musica elettronica britannico Orchestral Manoeuvres in the Dark, pubblicato nel 1980. Uscito a solo otto mesi dal primo album Orchestral Manoeuvres in the Dark, il secondo segnala un cambiamento nella sonorità della band, che esplora atmosfere più cupe e melancoliche rispetto al debutto.
Il titolo viene dal nome del gruppo formato da Ralf Hütter  e Florian Schneider alla fine degli anni sessanta, prima di formare i Kraftwerk.
L'album è prodotto da Mike Howlett, il quale aveva già collaborato con il gruppo con il primo singolo di successo "Messages" pubblicato a maggio del 1980. Viene a fare parte della formazione anche il batterista Malcolm Holmes, già collaboratore per il primo album. Per le performance live, e le apparizioni nei media, farà parte del gruppo anche Martin Cooper, sostituendo Dave Hughes alle tastiere.
L'uscita dell'album fu preceduto dal singolo "Enola Gay", brano di grande successo ma poco rappresentativo dell'album in generale, essendo una canzone non finita in tempo per il primo album. Tuttavia è l'unico singolo pubblicato da Organisation.

## I brani
Per la prima volta per ogni brano dell'album viene specificato il cognome dell'autore o autori, Humphreys e/o McCluskey.
I primi due brani "Enola Gay" e "2nd Thought" sono attribuiti al solo McCluskey, mentre i seguenti "VCL XI" e "Motion and Heart" a tutti e due. Quest'ultimo brano risale ai tempi di una session registrata per la trasmissione di John Peel ad aprile del 1980 insieme ad una prima versione di "Enola Gay". Ambedue le canzoni si presentano in versioni assai diverse sull'album. "Motion and Heart" verrà poi registrata di nuovo negli Amazon Studios di Liverpool in una nuova versione per la possibile pubblicazione come singolo, cosa che non avverrà. Questa versione fu pubblicata come lato B del singolo "Souvenir" nel 1981.
Il primo lato chiude con "Statues", un brano di McCluskey dell'atmosfera molto cupa, ispirata dalla morte di Ian Curtis dei Joy Division a maggio di quell'anno.
Atmosfere "dark" anche per l'apertura di "The Misunderstanding", altro brano che risale agli albori della band quando erano ancora i The Id. Anche in questo caso, versione completamente rinnovata per Organisation.
"The More I See You" è una cover di una canzone scritto da Warren e Gordon che risale al 1945, e che fu resa famosa da Chris Montez nel 1966.
"Promise" è il primo brano pubblicato dalla band scritto dal solo Paul Humphreys, il quale ci presta anche la voce solista.
"Stanlow" è il brano di chiusura lenta e di grande atmosfera, ispirata dalla raffineria di petrolio "Stanlow Refinery", nel Cheshire, Gran Bretagna.

### EP (DEP 2)
Nelle prime 10 000 copie dell'album è incluso un EP su vinile 7" con quattro brani (due per lato) registrati dal vivo a novembre del 1978. Trattasi della prima fase sperimentale della band che per le sue performance usava registrazioni prese da radio a onde corte, voci registrate, ed effetti speciali varie oltre alla prime primitive tastiere e il basso elettrico. La performance comincia con la voce che annuncia "Good evening and welcome to this performance of Orchestral Manoeuvres in the Dark". La stessa voce chiude l'EP annunciando i nomi dei musicisti e i relativi strumenti.
I brani furono pubblicati per la prima volta in formato digitale con la ristampa di Organisation nel 2003.

## Ristampe
Oltre alle copie dell'album pubblicate con la copertina di colore grigio, l'LP è stato pubblicato anche con una copertina di colore nero.
L'album fu pubblicato su compact disc per la prima volta nel 1985, con i nove brani dell'album originale. Un'edizione con i brani originali e aggiuntivi rimasterizzati, riproducendo la copertina nera, fu pubblicata nel 2003. Questa versione include "Annex" (il lato B di "Enola Gay"), i brani dell'EP DEP 2 e una nuova versione di "Electricity" prodotta da Mike Howlett nel 1980.
Una version rimasterizzata su vinile, con i brani originali dell'album, è stata pubblicata nel 2018.

## Tracce
Lato 1
1. Enola Gay (Andy McCluskey) – 3:33
2. 2nd Thought (McCluskey) – 4:15
3. VCL XI (Paul Humphreys, McCluskey) – 3:50
4. Motion and Heart (Humphreys, McCluskey) – 3:16
5. Statues (McCluskey) – 4:30

Lato 2
1. The Misunderstanding (Humphreys, McCluskey) – 4:55
2. The More I See You (Harry Warren, Mack Gordon) – 4:11
3. Promise (Humphreys) – 4:51
4. Stanlow (Humphreys, McCluskey) – 6:30

Bonus (CD 2003)
10. Annex - 4:33
11. Introducing Radios - 1:27
12. Distance Fades Between Us - 3:44
13. Progress - 2:57
14. Once When I Was Six - 3:12
15. Electricity (Dindisc 1980 Version) - 3:43
*tracce 11-14 dall'EP originale "DEP 2".

## Formazione
- Paul Humphreys – percussioni, tastiere, sintettizzatori, voce
- Andy McCluskey – basso elettrico, tastiere, voce
- Malcolm Holmes – batteria e percussioni